# 严政 (三国演义)
严政，是《三国演义》中的虚构人物，黄巾军張宝属下武将。
东汉名将朱儁镇压黄巾军，催促官軍全力攻打阳城（下曲阳城）。黄巾军情势危急，严政刺杀张宝，献出他的首级投降。吉川英治历史小説《三国志》改为劉備先杀張宝，严政殺張梁投降官軍。